# Parc mégalithique de Gorafe

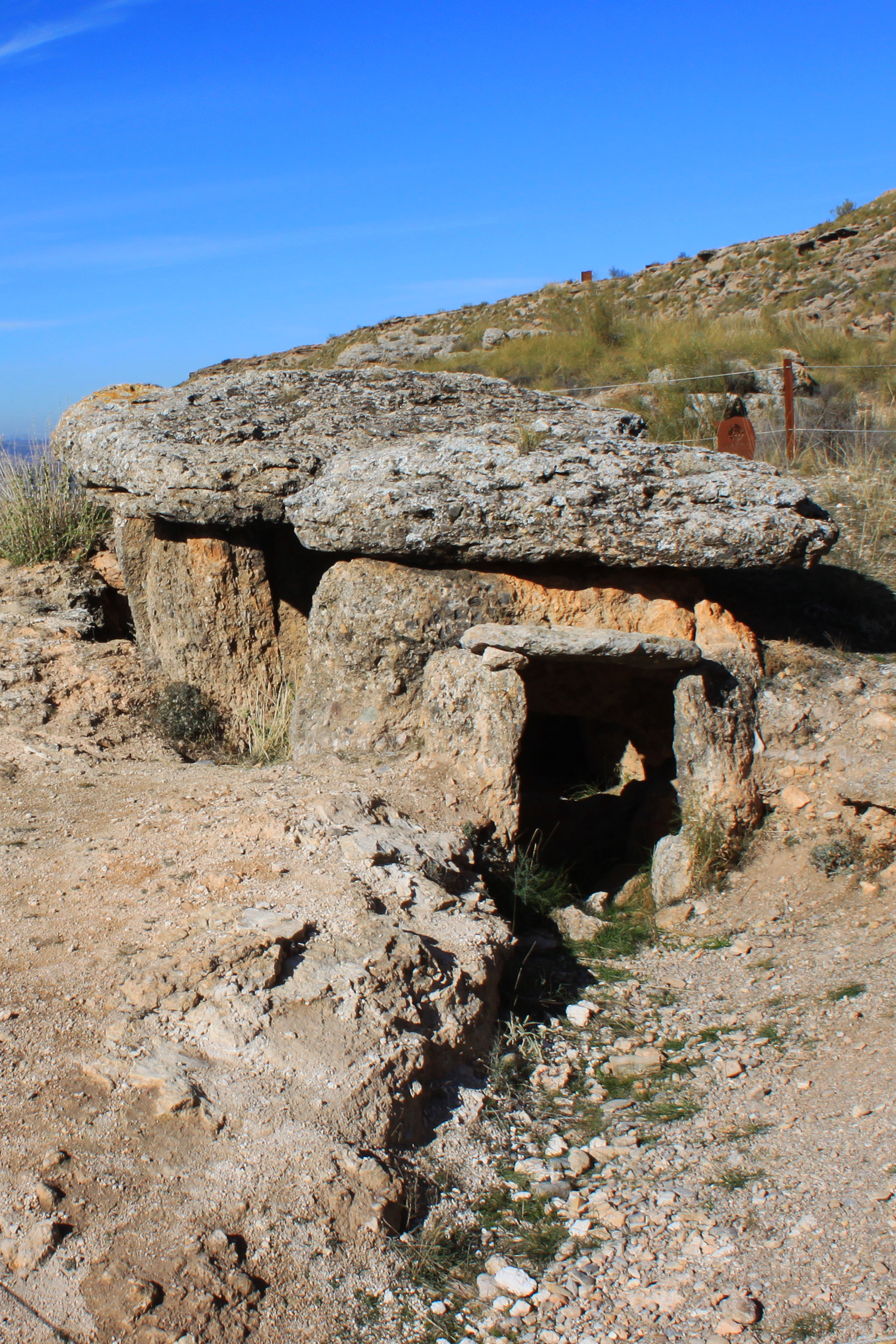
Dolmen de Las Ascensias, l'un des 242 dolmens du parc mégalithique de Gorafe.

Le parc mégalithique de Gorafe (en espagnol : parque megalítico de Gorafe) est un site archéologique situé sur la commune de Gorafe, en Andalousie, en Espagne. Il s'agit de l'un des meilleurs exemples de mégalithisme dans le sud de la péninsule Ibérique, en raison du nombre élevé de monuments funéraires.
Le parc est situé sur les bords de la vallée du Gor (es), dans une région de conglomérats et de calcaires fortement érodés par les cours d'eau au cours du Pléistocène. Les terrains environnants sont appelés badlands du Negratín, ou désert de Gorafe. C'est une zone fortement érodée et occupée par la culture des céréales depuis le Néolithique.
11 nécropoles ont été identifiées sur les 20 km du lit du Gor, ainsi que plusieurs peuplements de l'Âge du bronze. On y dénombre 242 dolmens, de typologies très diverses : des sépultures les plus simples au plan pentagonal jusqu'à de grandes sépultures munies d'un dôme. Leurs dimensions sont également variées : on peut trouver des orthostates mesurant jusqu'à 2,20 m de hauteur et des chambres jusqu'à 2,5 m de diamètre. Le mobilier funéraire associé aux inhumations permet de dater le site depuis le Néolithique jusqu'à la fin de l'Âge du bronze. Les squelettes exhumés ont permis de reconstituer les rituels funéraires de ces peuplements, avec les sépultures collectives de plusieurs clans familiaux.
Le parc mégalithique a été créé en 1998 après la constatation de nombreuses dégradations et destructions des monuments. Il est constitué d'un centre d'interprétation érigé à Gorafe et de trois itinéraires balisés où 37 dolmens ont été restaurés et 66 aménagés pour la visite.

## Environnement

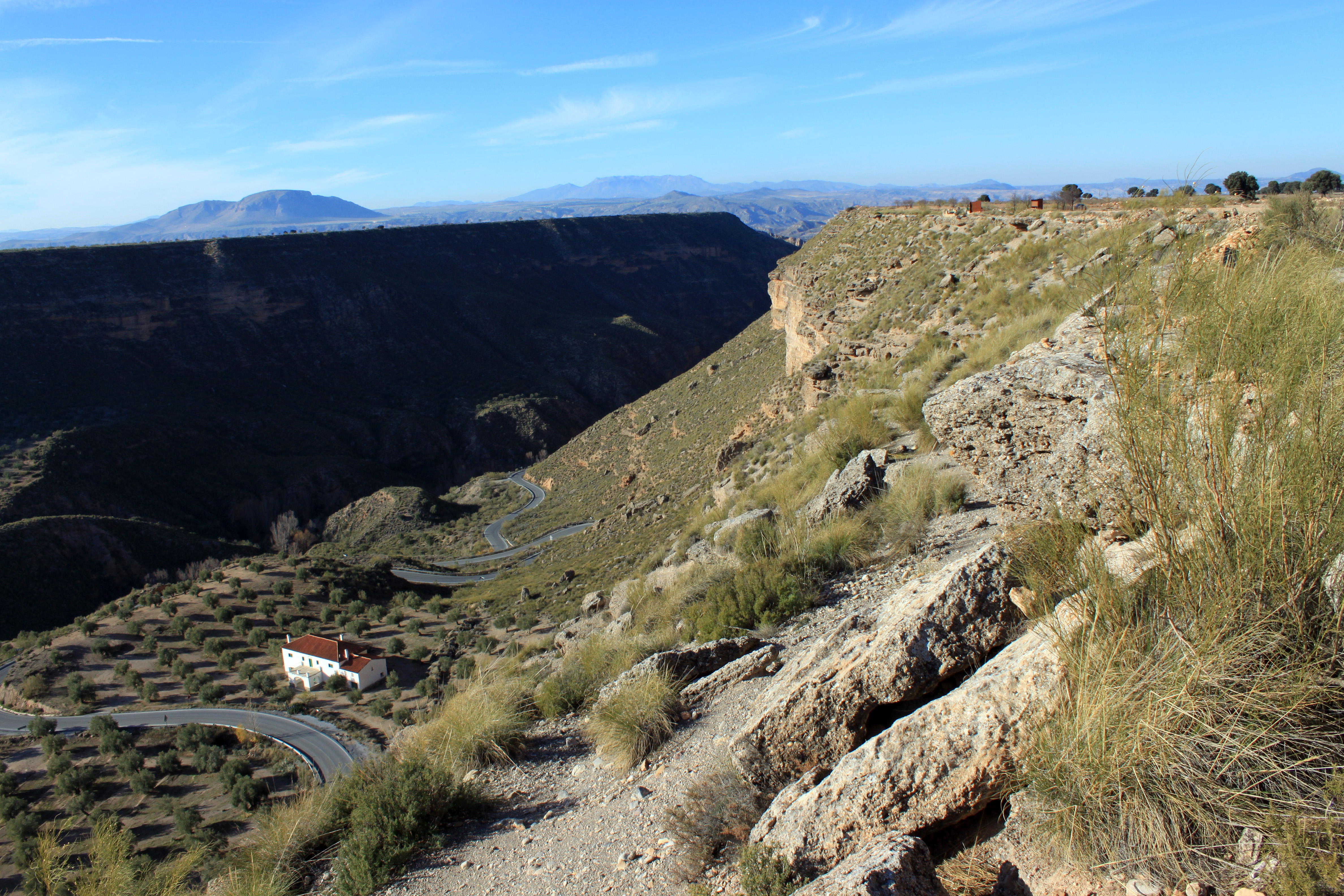
La vallée du Gor

Les alentours de la vallée du Gor (es), le désert de Gorafe, sont situés dans l'unité géomorphologique des badlands du Negratín, dans le sous-bassin de Guadix. Ces terres sont constituées d'argiles et de sables rougeâtres formés au turolien, et couvrent une superficie d'environ 16 km2. Après sa surrection au quaternaire, un bassin endoréique s'y est formé, faisant apparaitre de nombreux lacs, au fond desquels se sont constitués des conglomérats et des calcaires.
Au Pléistocène moyen, le contact de ce bassin avec celui du Guadalquivir provoque sont drainage vers l'ouest jusqu'à l'océan Atlantique par l'intermédiaire du Guadiana Menor. Ce drainage provoque un fort modelé dans les ravins et les vallées, tandis que les zones les plus élevées forment des plateaux plats,.
De cette façon, le Gor a creusé une profonde vallée au milieu d'un vaste plateau, utilisé pour la culture des céréales il y a au moins 6 000 ans. Le complexe mégalithique est situé sur les pentes de ce ravin.

## Caractéristiques
Les dolmens sont concentrés sur 20 km de vallée du village de Las Angosturas (es) jusqu'au confluent du Gor et du Fardes (es). Ils sont datés du Néolithique moyen (2800 av. J.-C., associés aux agriculteurs liés à la culture d'Almeria (es)), et de l'Âge du bronze (associés aux sociétés d'éleveurs et d'agriculteurs de la culture d'El Argar, établies en plusieurs peuplements le long de la rivière,). Ils sont constitués de dalles de calcaire ou de conglomérat extraites dans les environs et sculptées en fonction des besoins de construction. On ne connait qu'une seule gravure, une figure anthropomorphe sur un orthostate du dolmen 77.
On distingue cinq types de construction différents suivant le plan de la chambre : trapézoïdal, rectangulaire, pentagonal, quadrangulaire et polygonal (ce dernier type incluant de nombreux dolmens incomplets). Les dolmens les plus grands et les moins fréquents sont trapézoïdaux ; les plus petits sont quadrangulaires. Les dolmens pentagonaux sont les plus fréquents : plus de la moitié des édifices suivent cette structure et ils présentent une grande homogénéité de dimensions. Un lien a été établi entre la taille des structures et le statut social des personnes inhumées : les grands dolmens trapézoïdaux correspondraient ainsi à des familles importantes au sein de la communauté ou de la tribu.
La chambre des dolmens est formée de dalles verticales de taille croissante depuis l'entrée vers le fond, la plus grande étant cette du dolmen 134 avec 2,20 m de hauteur. Dans certains cas, le substrat rocheux a été utilisé pour former un ou plusieurs côté de la chambre, comme dans les dolmens 40, 124 et 141. Les dalles de couverture ont été conservées dans un bon nombre de tombes ; celles des dolmens 6, 134 et 186 dépassent 2,5 m de long. Des rapports anciens mentionnent des exemples de dômes, mais aucun dolmen actuellement conservé n'en présente. Un couloir est généralement situé à l'entrée de la chambre, formé de blocs verticaux de longueur variable (le plus long dans le dolmen 132) et parfois recouvert (dolmens 33, 36 et 84). Il est orienté vers le sud-est dans la plupart des cas. Dans de rares exemples (dolmens 42, 45 et 94), un cromlech est conservé autour du dolmen.

## Vestiges
Une multitude d'objets ont été découverts, permettant de dater les édifices et de déduire les rites funéraires. Parmi les plus courants, on trouve des objets fabriqués en silex, tout particulièrement des pointes de flèches, des couteaux, des haches et des polissoirs, bien qu'il existe également de nombreux poinçons en os, des perles de collier et des coquillages perforés. Les objets métalliques, tels que les anneaux et les dagues, et les débris de poterie sont moins courants.
Les dolmens étaient des sépultures collectives. On a retrouvé 224 individus dans 198 sépultures. Les restes correspondent à des enfants (64 individus), des jeunes (27), des adultes (126) et des personnes âgées (7), et beaucoup d'entre eux présentent des signes de crémation incomplète.

## Chronologie
Chronologiquement, les dolmens sont datés de trois périodes s'étendant sur plusieurs milliers d'années. Les dolmens les plus anciens présentent une exécution simple : ce sont de simples structures polygonales de petite taille et avec très peu d'objets associés. Ces sépultures correspondent à la fin du Néolithique (entre 2500 et 2300 av. J.-C.). La plus grande partie des monuments date de la période moyenne. Leur taille et typologie sont très variables et se caractérisent par l'abondance des matériaux archéologiques associés, évoquant une époque d'apogée culturelle de la société qui les a construits. Ces monuments couvrent le début de l'Âge du bronze (entre 2300 et 1800 av. J.-C.). Les monuments ultérieurs correspondent à l'Âge du bronze (entre 1800 et 1700 av. J.-C.) ; les objets associés sont en métal et en céramique.

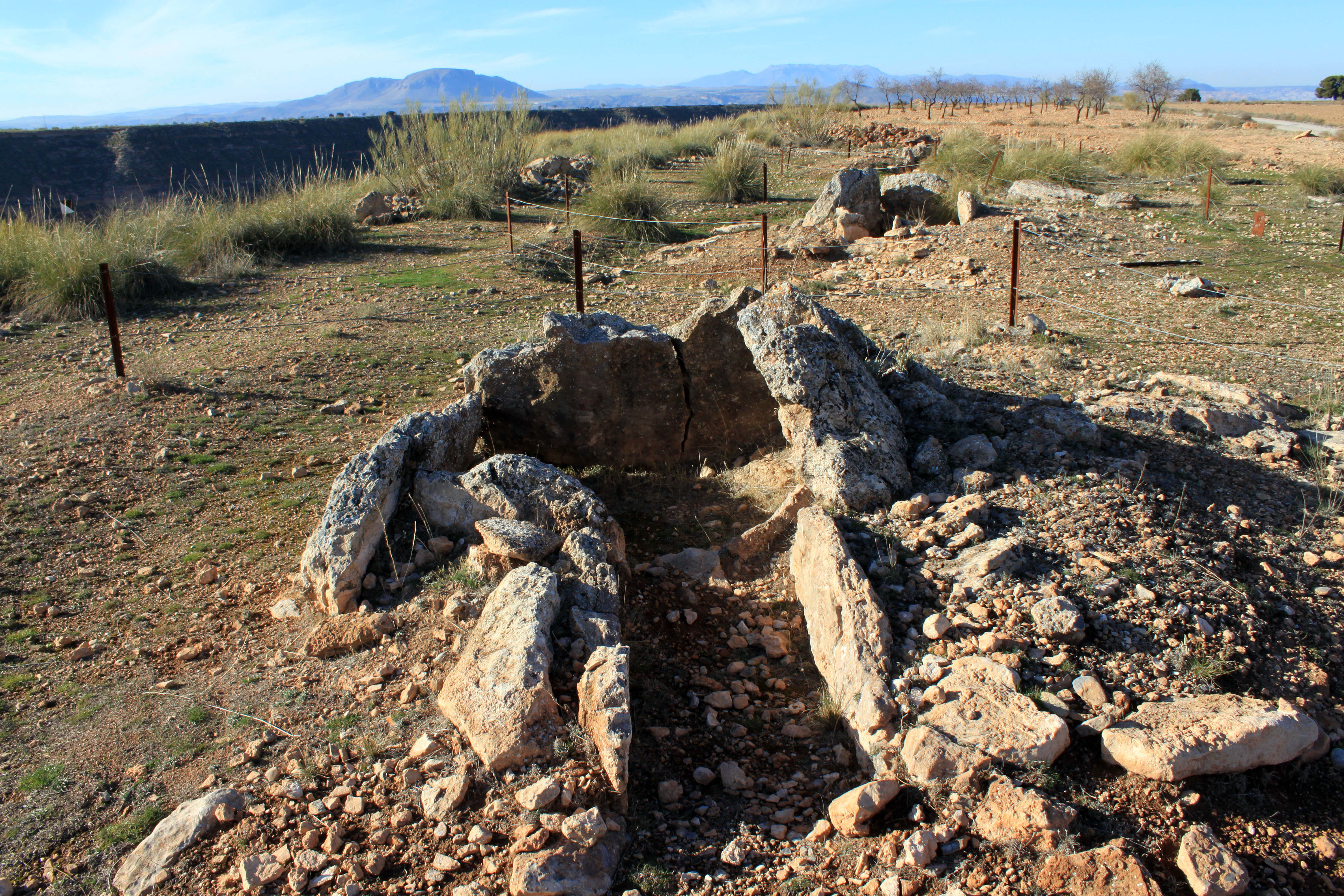
Dolmen 110, quadrangulaire.
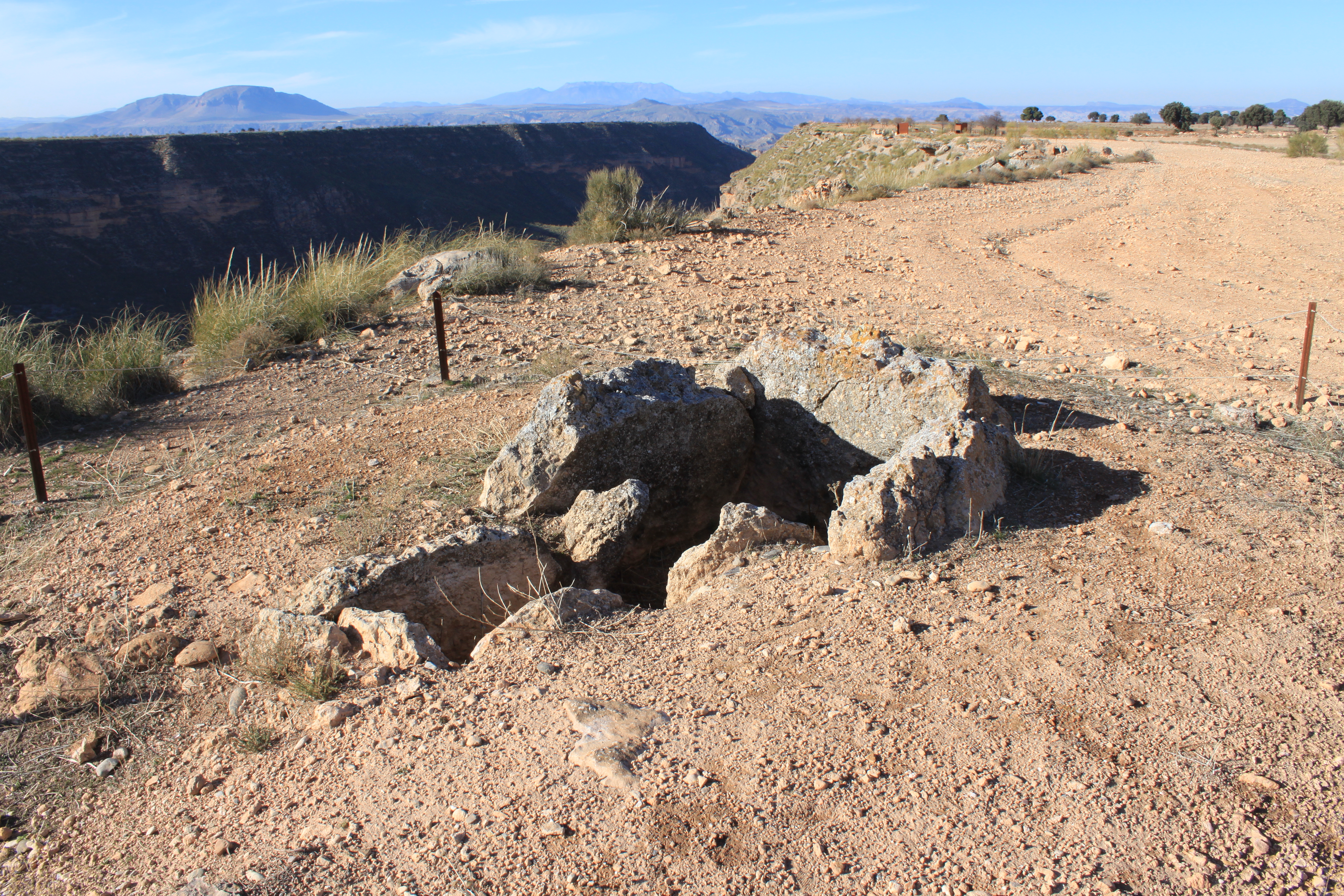
Dolmen 116, rectangulaire.
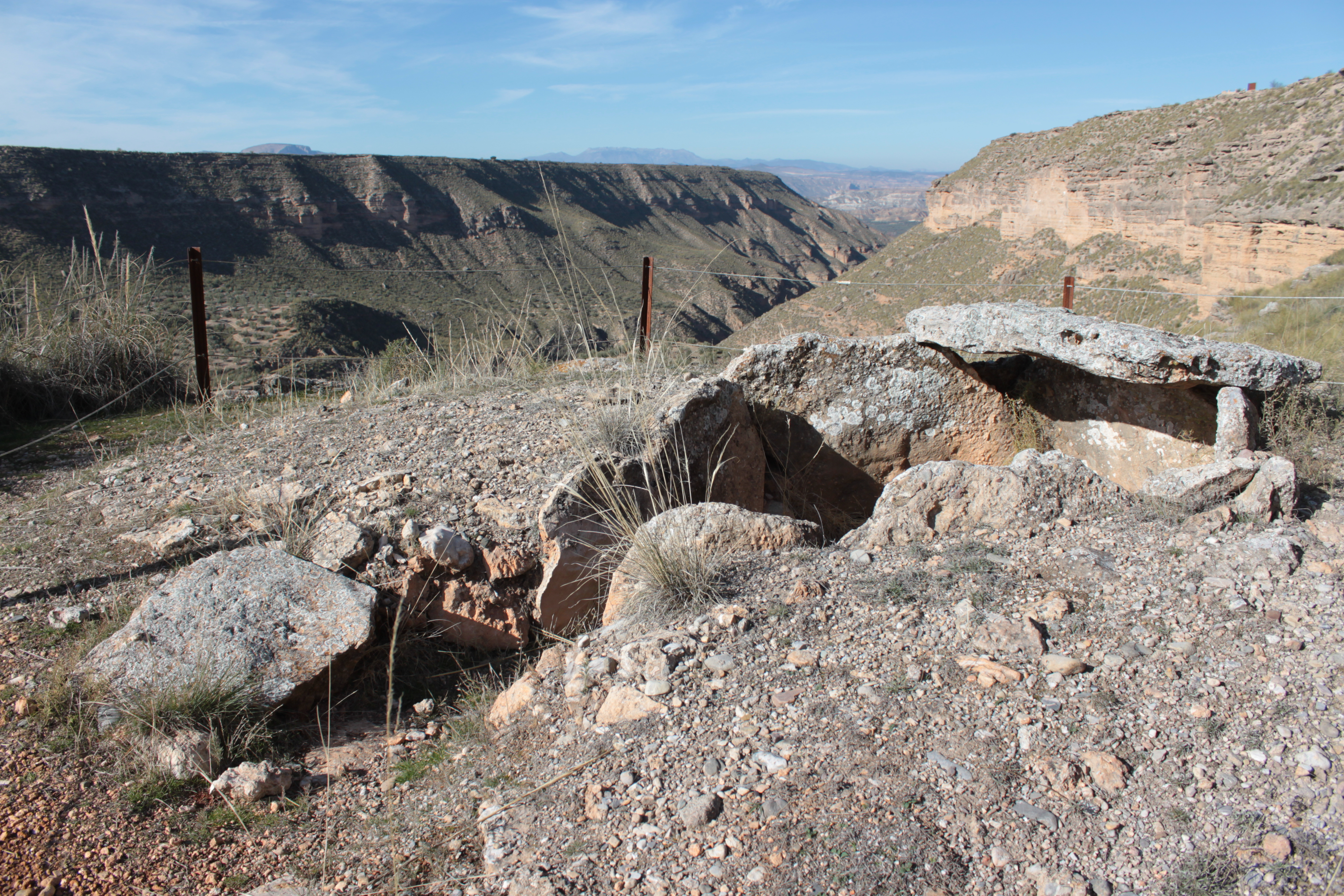
Dolmen 133, pentagonal à galerie.
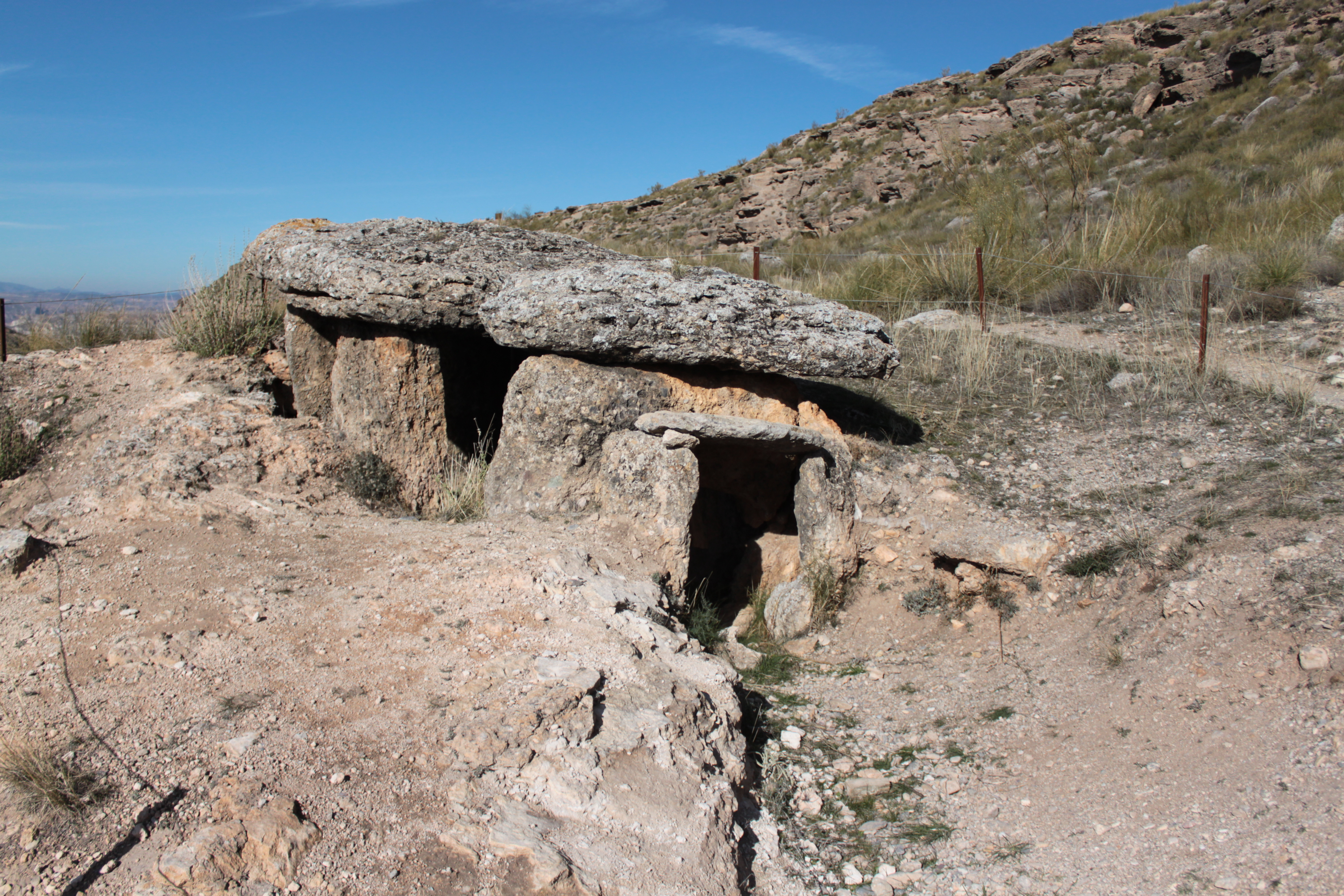
Dolmen 134, trapézoïdal à galerie ; il possède les plus grands orthostates et dalles du parc.
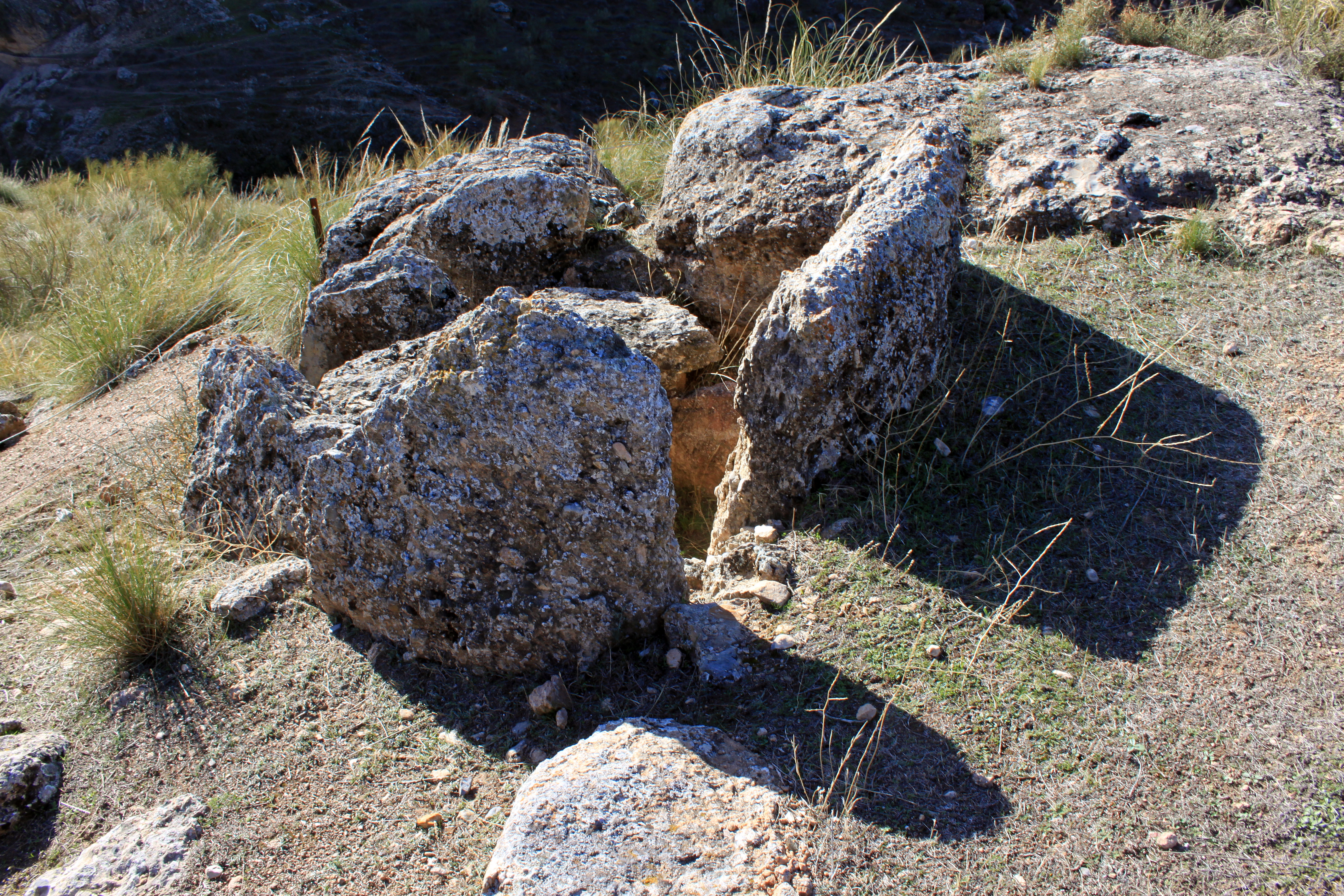
Dolmen 141, où le substrat rocheux délimite deux côtés de la chambre.

## Parc mégalithique

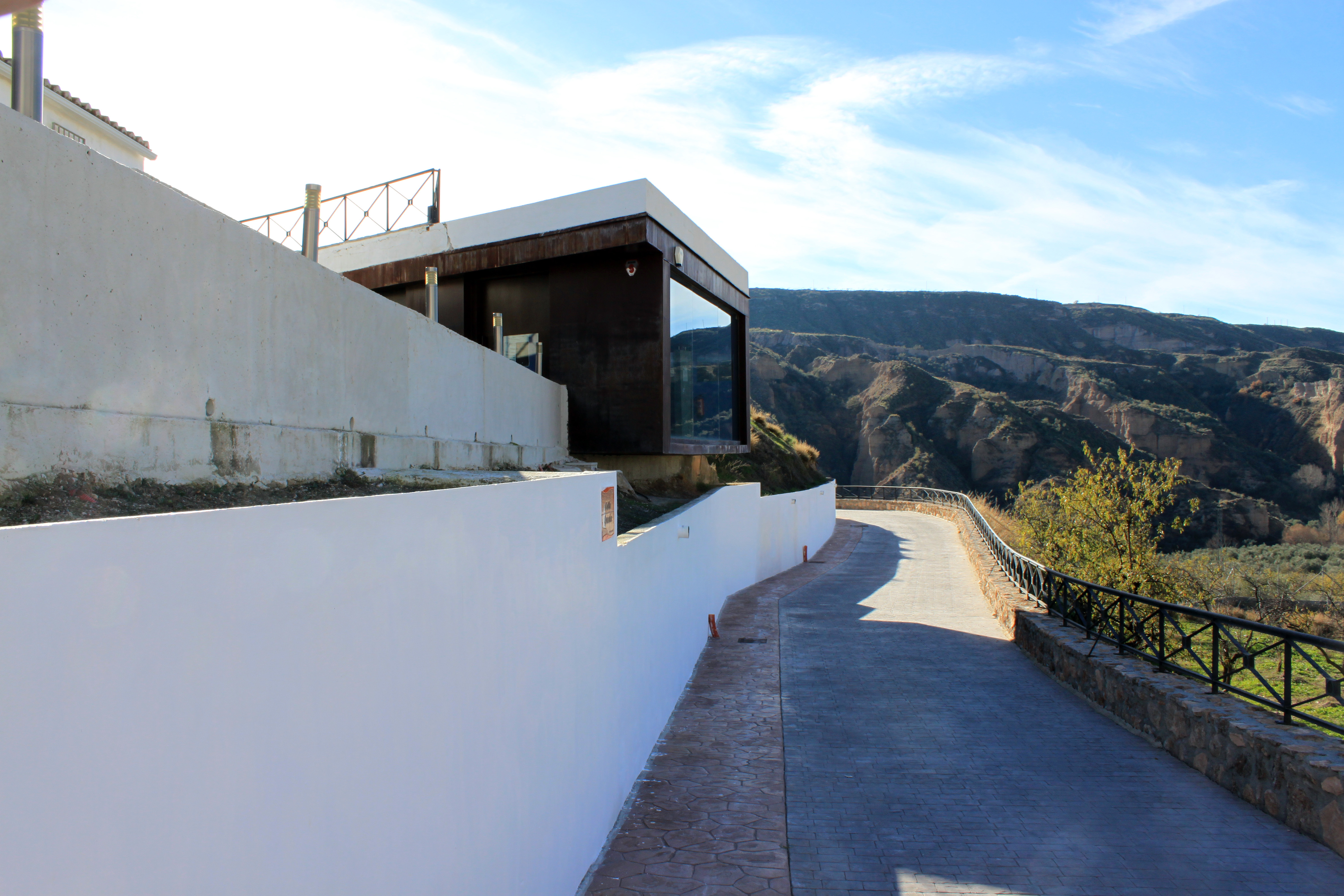
Le centre d'interprétation de Gorafe

Le projet de valorisation du parc mégalithique de Gorafe débute en 1998 avec la consolidation et la restauration des dolmens endommagés. Sur les 242 dolmens inventoriés lors des premières fouilles en 1868, 125 ont été conservés et 37 d'entre eux sont aménagés pour la visite. Après la restauration des éléments les plus intéressants pour leur valeur didactique, trois itinéraires de visite balisés ont été établis : le chemin de la Hoyas del Coquín (1,2 km), celui del Llano de Olivares (3,6 km) et celui de las Majadillas (2,1 km).
Les deux nécropoles présentes sur la route Hoyas del Coquín (Umbría de las Hoyas et Hoyas del Coquín Bajo) datent de l'âge du bronze I (entre 2300 et 1800 av. J.-C.). Elles comptent 20 dolmens dont 10 peuvent être visités, le plus grand atteignant 2,20 m de hauteur et possédant l'une des plus grandes dalles du site.
La nécropole de Llano de Olivares compte 23 dolmens dont 13 sont visitables. La plupart d'entre eux sont pentagonaux et les dalles de couverture sont conservées dans certains cas. Les squelettes de 22 individus ont été découverts dans le dolmen 84, la sépulture la plus nombreuse du site.
La nécropole de Las Majadillas, avec 23 dolmens dont 14 visitables, compte la plus forte concentration de sépultures. On y trouve également de grands dolmens, tels celui de La Cobertera (3,4 m de long) le dolmen 69 (4,4 m).
Dans le centre de la commune de Gorafe, le centre d'interprétation mégalithique est un bâtiment circulaire de 634 m2 comptant cinq salles d'exposition pour le matériel archéologique découvert dans la région.